# Vol Korean Air 803
Le 27 juillet 1989, le McDonnell Douglas DC-10 effectuant le vol Korean Air 803, un vol international régulier de passagers reliant Séoul, en Corée du Sud, à Tripoli, en Libye, avec des escales prévues à Bangkok, en Thaïlande, et Djeddah, en Arabie saoudite, s'est écrasé contre des bâtiments à deux kilomètres du seuil de la piste, alors qu'il tentait d'atterrir à l'aéroport international de Tripoli, en Libye. 
On compte 75 victimes parmi les 199 passagers et membres d'équipage à bord, ainsi que quatre personnes au sol, ce qui en fait, à l'époque, la catastrophe aérienne la plus meurtrière survenue en Libye.

## Avion

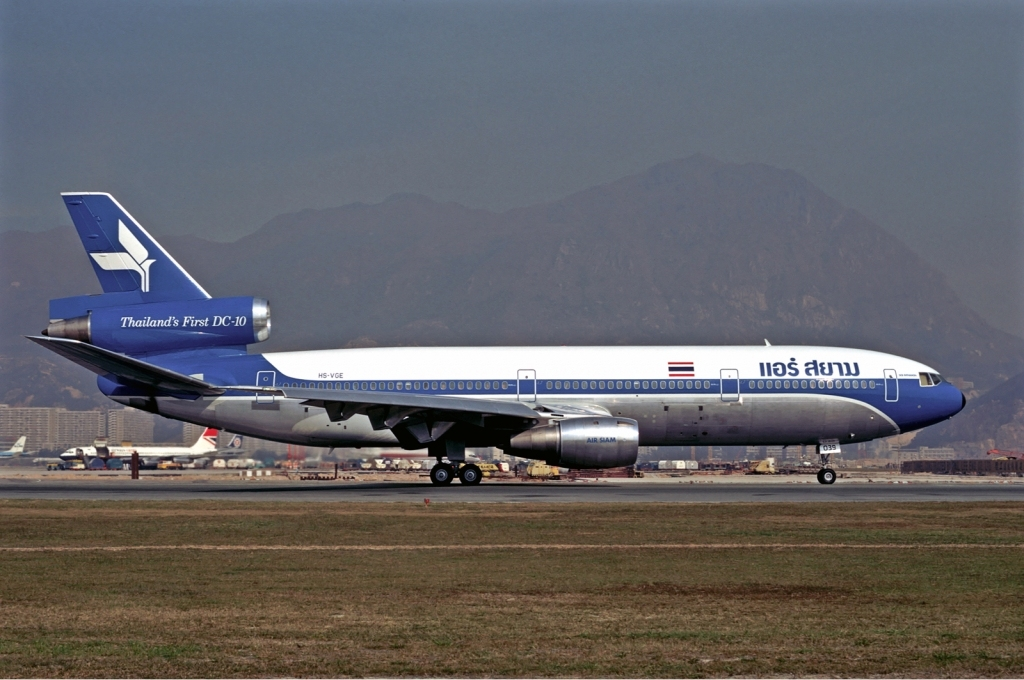
L'appareil impliqué dans l'accident, alors en service chez, photographié en décembre 1974.

L'appareil impliqué est un McDonnell Douglas DC-10-30 (numéro de série 47887/125), un avion gros-porteur propulsé par trois turboréacteurs 
General Electric CF6-50C2. 
Il a été construit en 1973 et a effectué son premier vol le 17 septembre de cette année. Pendant la période d'essai, Il était immatriculé N54634. En 1974, l'avion a été vendu à Air Siam (en) et immatriculé HS-VGE le 25 novembre. 
En 1977, cet avion a été vendu à Korean Air (à l'époque Korean Air Lines) et a reçu sa nouvelle immatriculation, HL7328, le 25 février 1977. Il avait à son actif 49 025 heures de vol et 11 440 cycles (décollages/atterrissage) au moment de l'accident. 

## Passagers et équipage
Il y avait 189 Sud-Coréens, sept Libyens et trois Japonais à bord de ce vol. L'équipage était composé du commandant de bord Kim Ho-jung (54 ans), du copilote Choi Jae-hong (57 ans), et du mécanicien navigant Hyun Gyu-hwan (53 ans), ainsi que de 15 agents de bord en cabine.
| Nationalité  | Passagers | Équipage | Total |
| Corée du Sud | 171       | 18       | 189   |
| Libye        | 7         | 0        | 7     |
| Japon        | 3         | 0        | 3     |
| Total        | 181       | 18       | 199   |

## Accident
Le vol 803 reliait Séoul à Tripoli, avec deux escales prévues à Bangkok et à Djeddah. Il y avait au total 18 membres d'équipage et 181 passagers, principalement des sud-coréens, qui retournaient en Libye pour des travaux de construction après leur congé. 
Les conditions météo au moment de l'accident consistaient en un épais brouillard et la visibilité était comprise entre 100 et 800 pieds (30 et 244 m). Néanmoins, dans de telles circonstances, l'équipage a décidé de poursuivre l'approche. 
Lors de l'approche sur la piste 27 de l'aéroport international de Tripoli, le DC-10 est descendu en dessous de la trajectoire de descente normale, puis à 7 h 05, il s'est écrasé à grande vitesse sur plusieurs bâtiments, se brisant en trois sections distinctes et a pris feu rapidement après l'impact initial. Le lieu du crash se trouvait dans un verger à 2,4 km de la piste 27. 
Sur les 199 personnes à bords de l'avion, 72 passagers et 3 membres d'équipage sont morts dans l'accident, en plus de quatre personnes au sol.

## Enquête
Sur ordre des autorités libyennes, des spécialistes français furent invités à enquêter sur les causes de l'accident. Les enregistreurs de vol (CVR et FDR) furent envoyés en France pour l'analyse des données ; les représentants américains, y compris le constructeur de l'appareil, McDonnell Douglas, n'étaient pas autorisés à entrer en Libye à cette époque.
L'enquête a révélé que la cause principale de l'accident du vol 803 est une erreur de la part des pilotes, qui ont décidé de poursuivre l'approche vers la piste 27 alors que les conditions météorologiques (brouillard épais et visibilité réduite) ne le permettaient pas, et qui sont descendus sous la trajectoire de descente requise pour cette approche, alors qu'ils n'avaient pas la piste en visuel. 

## Conséquences
Après le crash, le commandant de bord du vol 803, Kim Ho-jung, aurait déclaré que l'aéroport était enveloppé d'un épais brouillard et que la visibilité était mauvaise lorsqu'il a entamé l'approche. Il aurait également perdu le contact avec la tour de contrôle pendant 15 minutes avant le crash.  
L'agence de presse officielle libyenne JANA a rapporté qu'un autre avion de ligne, qui avait entamé son approche une heure avant le vol 803, avait du être redirigé vers Malte, plutôt que de tenter un atterrissage dans le brouillard. De plus, le système d'atterrissage aux instruments (ILS) de l'aéroport de Tripoli ne fonctionnait pas au moment de l'accident.
En décembre 1990, un tribunal libyen a reconnu le commandant de bord, ainsi que le copilote, Choi Jae-hong, coupables de graves négligences. Ils ont été condamnés à des peines de prison de deux ans et dix-huit mois respectivement. Dans le cas du copilote, la peine a été suspendue.